# Pancas
Pancas este un oraș în statul Espírito Santo (ES) din Brazilia.